# Isola Gruinard
L'isola Gruinard (in gaelico scozzese Eilean Ghruinneard) è un'isola del Regno Unito compresa nell'arcipelago delle Ebridi, nell'oceano Atlantico. Oggi disabitata, l'isola è rimasta in quarantena dal 1942 al 1990 a causa degli esperimenti che vi erano stati condotti dall'Esercito britannico sulle armi batteriologiche (antrace). Per protesta contro il mancato inizio dei lavori di bonifica da parte del governo britannico, un gruppo di attivisti prelevò alcuni campioni di terreno dall'isola e li fece ritrovare in diverse località: l'azione ebbe successo e nel 1990 l'isola è stata dichiarata ufficialmente bonificata.

## Geografia
L'isola è situata lungo la costa nord-occidentale della Scozia, nell'omonima baia, nei pressi delle città di Gairloch e Ullapool; lunga circa 2 km e larga 1 è separata dalla terraferma da un tratto di mare largo poco più di un chilometro.
La natura del terreno è di tipo collinare, con la parte più elevata dell'isola che raggiunge la quota di 106 m s.l.m.

## Storia
Nel 1881 era attestata sull'isola la presenza di sei abitanti. Non si sa con precisione quando questi avrebbero abbandonato la zona; è invece documentato che dagli anni trenta il territorio era usato esclusivamente come pascolo e per altre attività quali la pesca o la raccolta delle uova.

### Sperimentazioni batteriologiche
Durante la seconda guerra mondiale, a partire dal 1942, l'isola fu sede di esperimenti compiuti dall'esercito britannico per sperimentare l'uso di armi batteriologiche e le eventuali conseguenze sulla popolazione di un attacco nemico effettuato con questo tipo di arma. L'isola fu requisita dal Dipartimento della Guerra e vi fu proibito l'accesso; successivamente vi furono condotte circa una sessantina di pecore che rimasero esposte a spore di una variante particolarmente virulenta di antrace. Gli scienziati fecero detonare piccoli ordigni che al momento della detonazione diffondevano un aerosol contenente il batterio, esponendo gli animali alla contaminazione. Le pecore iniziarono a morire dopo tre giorni dall'avvenuto contagio. Gli abitanti dei villaggi vicini non furono informati delle sperimentazioni in corso sull'isola e, secondo le testimonianze, attribuirono la presenza dei soldati a delle esercitazioni militari. Durante gli esperimenti, una carcassa infetta di una delle pecore fu trascinata in mare durante una tempesta: giunta a riva sulla terraferma, infettò anche altri animali delle fattorie locali; i capi di bestiame furono abbattuti e le autorità si affrettarono a risarcire i proprietari per non generare motivi di attrito con la popolazione.
Parte degli esperimenti fu filmata dagli scienziati su pellicola a colori da 16 millimetri; i filmati sono diventati di pubblico dominio nel 1997, una volta decaduto il segreto militare.

### Storia della bonifica
L'intera area rimase contaminata dalle spore di antrace e i primi tentativi di decontaminare il territorio non andarono a buon fine, in quanto il ceppo di antrace utilizzato si rivelò particolarmente resistente. Al termine della guerra la zona non era stata bonificata e quindi il governo britannico acquistò l'isola, all'epoca di proprietà privata, per la somma di circa 500 sterline, con la clausola che questa avrebbe potuto essere riacquistata dai proprietari per la stessa cifra una volta bonificata. A causa dei costi e della difficoltà del processo di decontaminazione, il governo impose per l'isola una quarantena senza termine; furono affissi cartelli lungo le coste che avvisavano della contaminazione da antrace e vietavano l'approdo. Durante questo periodo di isolamento, gli unici autorizzati a recarsi sull'isola furono gli scienziati del complesso di Porton Down, incaricati di rilevare periodicamente il livello di contaminazione. Nel 1979 la responsabilità della gestione scientifica dell'isola passò al Chemical Defense Establishment (CDE), che organizzò una spedizione per verificare lo stato del terreno che fino al quel momento non mostrava nessuna diminuzione dei livelli di contaminazione; questa visita, oltre ad altre compiute negli anni successivi, mostrò che la contaminazione non era estesa a tutta l'isola, ma era concentrata nelle aree in cui erano stati compiuti gli esperimenti durante la guerra.
Nel 1981, un gruppo di attivisti diede vita all'Operation Dark Harvest. Fu divulgato un comunicato stampa attraverso il quale si rese noto che un gruppo di microbiologi di due università britanniche era sbarcato sull'isola e aveva raccolto una grossa quantità di terreno contaminato; il messaggio comunicava anche che il gruppo avrebbe rilasciato in giro per il paese alcuni dei campioni infetti prelevati, per obbligare il governo a bonificare l'isola. Un campione di terreno contaminato fu lasciato presso il centro di ricerche militari di Porton Down ed un altro campione (di terreno compatibile con quello dell'isola, ma non contaminato) fu ritrovato nei giorni successivi a Blackpool, dove era in corso l'annuale assemblea del Partito Conservatore.
Nel 1985 il Ministero della Difesa decise di affidare a una commissione indipendente, formata da sei studiosi delle principali università britanniche, la disamina degli studi compiuti fino a quel momento e l'elaborazione di un piano per la bonifica. Le operazioni di decontaminazione iniziarono nell'estate del 1986: la zona fu irrorata con una soluzione di formaldeide diluita in acqua di mare e le porzioni di terreno più contaminate furono rimosse e portate via dall'isola. Concluse le operazioni, fu portato sull'isola un nuovo gregge di pecore che riuscì a sopravvivere per 6 mesi senza contrarre l'antrace. Il 24 aprile del 1990 l'isola fu dichiarata ufficialmente bonificata e fu rimosso il divieto di accesso; nello stesso anno l'isola fu venduta dal governo ai vecchi proprietari per la cifra di 500 sterline, come stabilito nel 1946.
Per celebrare la decontaminazione è stata affissa sull'isola una placca con la seguente dicitura:
(Targa commemorativa sull'isola.)